# Pedro Fernández (Sänger)

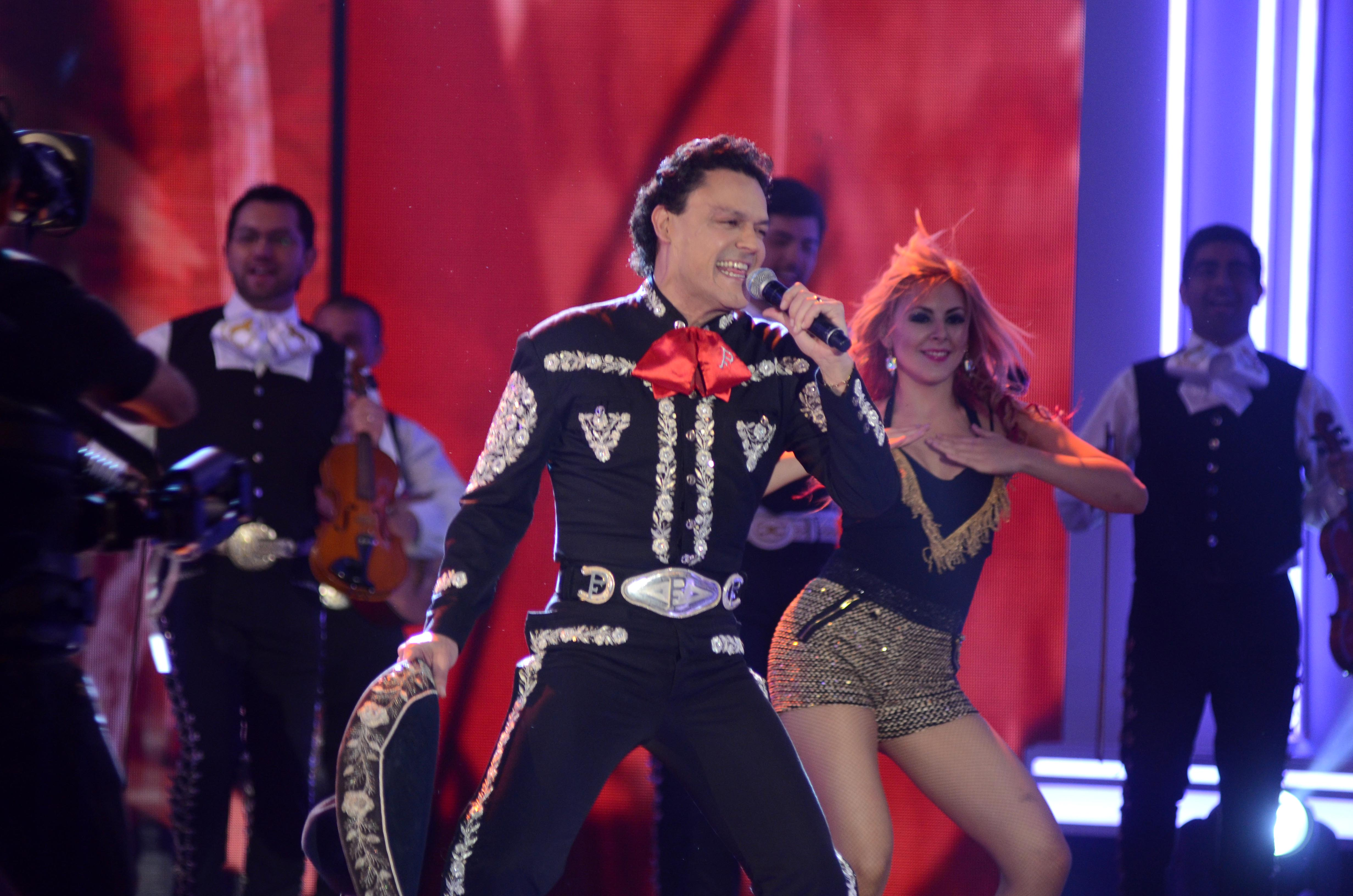
Konzertauftritt.2014

Pedro Fernández (* 28. September 1969 in Guadalajara, Jalisco; bürgerlich José Martín Cuevas Cobos) ist ein mexikanischer Sänger, Songwriter und Schauspieler. Benannt hat er sich nach seinen beiden musikalischen Vorbildern, Pedro Infante und Vicente Fernández.

## Leben
Fernández begann seine musikalische Laufbahn im Alter von sieben Jahren und veröffentlichte sein erstes Album mit dem Titel La de La Mochila Azul 1978 im Alter von acht Jahren, damals noch unter dem Künstlernamen Pedrito Fernández. Im darauffolgenden Jahr wurde der Film zum Album, La Niña de La Mochila Azul, uraufgeführt, in dem Pedrito Fernández seine erste filmische Hauptrolle bekleidete.
Im Laufe seiner inzwischen 40-jährigen Laufbahn erhielt Fernández eine Vielzahl an nationalen und internationalen Auszeichnungen. So erhielt er unter anderem acht Goldene und drei Platin-Schallplatten. Ferner gewann er vier Latin-Grammy-Awards für das beste mexikanische Album (Yo No Fui, 2001), das beste mexikanische Lied (Amarte A La Antigua, 2010, sowie Cachito de Cielo, 2013) und für das beste Ranchero-Album (Acaríciame el Corazón, 2015).

## Diskografie (Alben)

### Alben
| Jahr | Titel                                        | Höchstplatzierung, Gesamtwochen, AuszeichnungChartplatzierungen (Jahr, Titel, Platzierungen, Wochen, Auszeichnungen, Anmerkungen) | Höchstplatzierung, Gesamtwochen, AuszeichnungChartplatzierungen (Jahr, Titel, Platzierungen, Wochen, Auszeichnungen, Anmerkungen) | Höchstplatzierung, Gesamtwochen, AuszeichnungChartplatzierungen (Jahr, Titel, Platzierungen, Wochen, Auszeichnungen, Anmerkungen) | Anmerkungen |
| Jahr | Titel                                        | US | Latin | MX | Anmerkungen |
| ---- | -------------------------------------------- | --- | --- | --- | ----------- |
| 1994 | Mi Forma De Sentir                           | — | Latin16 (45 Wo.)Latin | — |             |
| 1996 | Pedro Fernandez                              | — | Latin12 (51 Wo.)Latin | — |             |
| 1996 | Deseos y Delirios                            | — | Latin6 (43 Wo.)Latin | — |             |
| 1997 | Un Mundo Raro (Canta a Jose Alfredo Jimenez) | — | Latin16 (25 Wo.)Latin | — |             |
| 2000 | Yo No Fui                                    | — | Latin28 Platin · (8 Wo.)Latin | MX— ×3DreifachgoldMX |             |
| 2006 | Escúchame                                    | — | Latin58 (2 Wo.)Latin | MX51 Gold · (15 Wo.)MX |             |
| 2007 | Dime Mi Amor                                 | — | Latin17 (8 Wo.)Latin | MX7 Gold · (28 Wo.)MX |             |
| 2009 | Amarte a La Antigua                          | US141 (4 Wo.)US | Latin2 (57 Wo.)Latin | MX8 ×3Dreifachgold · (47 Wo.)MX                                                                                                   |             |
| 2009 | XXX Años                                     | — | — | MX66 (8 Wo.)MX |             |
| 2010 | Hasta Que el Dinero Nos Separe               | — | Latin10 (16 Wo.)Latin | — |             |
| 2011 | 20 Super Temas: La Historia De Los Exitos    | — | Latin42 (27 Wo.)Latin | — |             |
| 2014 | Hasta el Fin del Mundo                       | — | Latin32 (1 Wo.)Latin | — |             |

grau schraffiert: keine Chartdaten aus diesem Jahr verfügbar
Weitere Alben
- La de La Mochila Azul (1978)
- Mamá Solita (1979)
- La Mugrosita (1980)
- Guadalajara (1981)
- La de los Hoyitos (1982)
- Rosa María (1982)
- Pucheritos (1983)
- Coqueta (1983)
- Delincuente (1984)
- Es Un Sábado Más (1985)
- El Mejor de Todos (1985)
- Querida (Canciones Juan Gabriel, 1987)
- Vicio (1989)
- Por Un Amigo Más (1990)
- Lo Mucho Que Te Quiero (1993)
- Aventurero (1998, MX: ×2Doppelgold )
- Lo Mas Romantico De Pedro Fernandez (1999, MX: Gold)
- Mi Cariño (2001)
- De Corazón (2002, MX: Gold)
- Mis Nueve Años (2012)
- La de Los Hoyitos (2012)
- No Que No (2012)
- Acaríciame el corazón (2015)
- Arránquense Muchachos (2018)

### Singles
| Jahr | Titel                                                      | Höchstplatzierung, Gesamtwochen, AuszeichnungChartsChartplatzierungen (Jahr, Titel, Platzierungen, Wochen, Auszeichnungen, Anmerkungen) | Anmerkungen |
| Jahr | Titel                                                      | Latin | Anmerkungen |
| ---- | ---------------------------------------------------------- | --- | ----------- |
| 1994 | Besos De Plata Mi Forma De Sentir                          | Latin29 (2 Wo.)Latin |             |
| 1994 | Mi Forma De Sentir                                         | Latin6 (26 Wo.)Latin |             |
| 1995 | Si Te Vas Mi Forma De Sentir                               | Latin20 (12 Wo.)Latin |             |
| 1996 | Quien Pedro Fernandez                                      | Latin7 (13 Wo.)Latin |             |
| 1996 | Los Hombres No Deben Llorar Pedro Fernandez                | Latin14 (17 Wo.)Latin |             |
| 1996 | La Mujer Que Amas Pedro Fernandez                          | Latin13 (11 Wo.)Latin |             |
| 1996 | Siempre Te Amare Pedro Fernandez                           | Latin21 (7 Wo.)Latin |             |
| 1996 | Deseos y Delirios (Corazon) Deseos y Delirios              | Latin26 (5 Wo.)Latin |             |
| 1997 | Fueron Tres Anos Deseos y Delirios                         | Latin24 (6 Wo.)Latin |             |
| 1997 | Despacito Un Mundo Raro (Canta a Jose Alfredo Jimenez)     | Latin11 (14 Wo.)Latin |             |
| 1998 | Un Mundo Raro Un Mundo Raro (Canta a Jose Alfredo Jimenez) | Latin26 (4 Wo.)Latin |             |
| 1998 | Sin Verte Aventurero                                       | Latin7 (12 Wo.)Latin |             |
| 1999 | Me Quede Con Las Ganas Aventurero                          | Latin31 (3 Wo.)Latin |             |
| 2000 | Sin Tu Amor Aventurero                                     | Latin8 (26 Wo.)Latin |             |
| 2001 | Yo No Fui                                                  | Latin35 (2 Wo.)Latin |             |
| 2001 | Como Te Extrano Yo No Fui                                  | Latin28 (10 Wo.)Latin |             |
| 2001 | Para Bien O Para Mal Yo No Fui                             | Latin32 (8 Wo.)Latin |             |
| 2008 | Amiga Por Favor Dime Mi Amor                               | Latin25 (16 Wo.)Latin |             |
| 2009 | Ni Con Otro Corazon                                        | Latin13 (20 Wo.)Latin |             |
| 2010 | Amarte a La Antigua                                        | Latin9 (26 Wo.)Latin |             |
| 2012 | Lluvia No Que No                                           | Latin49 (1 Wo.)Latin |             |

## Filmografie

### Spielfilme
- La Niña de La Mochila Azul (1979)
- Amigo (1980)
- El Oreja Rajada (1980)
- Mamá Solita (1980)
- Allá en La Plaza Garibaldi (1981)
- La Niña de La Mochila Azul 2 (1981)
- La Mugrosita (1982)
- Coqueta (1983)
- Los Dos Carnales (1983)
- Delincuente (1984)
- La Niña de Los Hoyitos (1984)
- Niño Pobre, Niño Rico (1985)
- Como Si Fuéramos Novios (1986)
- Un Sábado Más (1988)
- Vacaciones de Terror (1988)
- Pánico En La Montaña (1988)
- Trampa Infernal (1989)
- Vacaciones de Terror 2 (1989)
- Había Una Vez Una Estrella (1989)
- Un Corazón Para Dos (1990)
- El Ganador (1992)
- Crónica de Un Crimen (1992)
- Comando de Federales II (1992)
- Las Mil Y Una Aventuras del Metro (1993)

### Telenovelas
- Juana Iris (3-teilige Fernsehserie, 1985)
- Tal Como Somos (3-teilige Fernsehserie, 1987)
- Alcanzar Una Estrella II (1990)
- Buscando el Paraíso (100 Episoden, 1993)
- Hasta Que El Dinero Nos Separe (231 Episoden, 2009–2010)
- Cachito de Cielo (110 Episoden, 2010)
- Hasta el Fin del Mundo (80 Episoden, 2014)